# 高东真
高东真（韓語：고동진，1961年3月26日—），韩国商人、政治家，三星电子前任首席执行官，现任韩国国会江南丙选区议员。
2015年，高东真成为三星电子首席执行官（CEO）。2020年1月，其辞去三星首席执行官一职，成为领导公司IT和移动通信部门的联合首席执行官，并由卢泰文接任。
高东真于2024年成为韩国当时执政党国民力量成员，并于同年选举中当选为国会议员。